# فرودگاه گودین کریک
فرودگاه گودین کریک (به انگلیسی: Goodin Creek Airport) یک فرودگاه خصوصی است که یک باند فرود چمن دارد و طول باند آن ۴۸۷ متر است. این فرودگاه در شهر گاستن، اورگن کشور ایالات متحده آمریکا قرار دارد و در ارتفاع ۷۴ متری از سطح دریا واقع شده‌است.